# Rue Lascrosses
La rue Lascrosses (en occitan : carrièra de las Cròsas) est une voie de Toulouse, chef-lieu de la région Occitanie, dans le Midi de la France.

## Situation et accès

### Description
La rue Lascrosses est une voie publique. Elle se trouve dans le quartier Arnaud-Bernard.
La chaussée compte une seule voie de circulation automobile en sens unique, de la place Saint-Julien vers le boulevard Lascrosses. Elle appartient à une zone de rencontre et la vitesse y est limitée à 20 km/h. Il n'existe pas de bande, ni de piste cyclable, quoiqu'elle soit à double-sens cyclable.

### Voies rencontrées
La rue Lascrosses rencontre les voies suivantes, dans l'ordre des numéros croissants (« g » indique que la rue se situe à gauche, « d » à droite) :
1. Place Saint-Julien
2. Rue des Quêteurs (d)
3. Boulevard Lascrosses

### Transports
La rue Lascrosses n'est pas directement desservie par les transports en commun Tisséo. Elle se trouve cependant à proximité immédiate de la station Compans-Caffarelli de la ligne  du métro, où marquent l'arrêt les lignes de Linéo L1L14 et de bus 4563Aéroport.
Il existe également plusieurs stations de vélos en libre-service VélôToulouse à proximité de la rue Lascrosses : les stations no 53 (place Saint-Julien), no 88 (17 ter boulevard Lascrosses) et no 89 (1 esplanade Compans-Caffarelli).

## Odonymie
La rue Lascrosses, qui a toujours porté ce nom, le tient du territoire auquel elle aboutissait au nord, et qui portait au Moyen Âge celui de las Cròsas. C'était d'ailleurs le nom d'une des portes de l'enceinte du bourg Saint-Sernin, ainsi que du chemin qui le traversait (actuelle rue Lucien-Lafforgue). Pour l'historien toulousain Bertrand Lavigne, le nom venait du cimetière principal du bourg Saint-Sernin, qui se trouvait hors-les-murs (emplacement de l'esplanade Compans-Caffarelli) et qu'on désignait ainsi à cause des croix placées sur les tombes (en occitan : crotz, croses au pluriel). L'hypothèse est rejetée par Pierre Salies, qui relie ce nom à des « creux » (en occitan : cròs, cròsas au pluriel), qui désignaient des fondrières et des terrains ravinés.
À la fin du XVIIIe siècle, la rue était aussi désignée comme la rue des Serres, mais l'origine n'en est pas claire. En 1794, pendant la Révolution française, elle fut renommée rue l'Intrépidité, sans que cette appellation soit conservée cependant. Aussi, en 1806, elle prit officiellement son nom actuel.

## Patrimoine et lieux d'intérêt

### Cité administrative
La cité administrative est aménagée à l'emplacement de terrains qui appartenaient au couvent des Chartreux, jusqu'à la Révolution française, puis à l'École d'Artillerie. Elle est construite en 1957.

### Immeubles
- no  9 bis : immeuble (1932, Jean Valette)[6].
- no  12 : immeuble (1965, Paul Guardia et Maurice Zavagno)[7].
- no  17 : résidence des Grands boulevards (1957-1960, Munvez)[8].